# Chrysichthys teugelsi
Chrysichthys teugelsi és una espècie de peix de la família dels claroteids i de l'ordre dels siluriformes.

## Morfologia
Els mascles poden assolir els 15 cm de llargària total.

## Distribució geogràfica
Es troba a Àfrica: Costa d'Ivori i Libèria.